# Pakkejaure
Pakkejaure är en sjö i Jokkmokks kommun i Lappland och ingår i Piteälvens huvudavrinningsområde. Sjön har en area på 0,263 kvadratkilometer och ligger 399,4 meter över havet.

## Delavrinningsområde
Pakkejaure ingår i det delavrinningsområde (734018-165730) som SMHI kallar för Ovan Kuotelisjaurebäcken. Medelhöjden är 433 meter över havet och ytan är 36,72 kvadratkilometer. Räknas de 2 avrinningsområdena uppströms in blir den ackumulerade arean 109,35 kvadratkilometer. Reunajåkkå som avvattnar avrinningsområdet har biflödesordning 3, vilket innebär att vattnet flödar genom totalt 3 vattendrag innan det når havet efter 153 kilometer. Avrinningsområdet består mestadels av skog (84 procent) och sankmarker (14 procent). Avrinningsområdet har 0,26 kvadratkilometer vattenytor vilket ger det en sjöprocent på 0,7 procent.